# Orthaltica
Orthaltica is een geslacht van kevers uit de familie bladkevers (Chrysomelidae).
De wetenschappelijke naam van het geslacht werd in 1873 gepubliceerd door George Robert Crotch.

## Soorten
- Orthaltica arabica (Medvedev, 1997)
- Orthaltica australis Konstantinov, 1995
- Orthaltica bakeri Konstantinov, 1995
- Orthaltica bengalensis (Basu & Sengupta, 1979)
- Orthaltica borneoensis Konstantinov, 1995
- Orthaltica brunnea (Medvedev, 1993)
- Orthaltica capensis (Andrews & Gilbert, 1993)
- Orthaltica dakshina (Basu & Sengupta, 1979)
- Orthaltica foveata (Medvedev, 1993)
- Orthaltica kirejtshuki Konstantinov, 1995
- Orthaltica mindanaoensis Konstantinov, 1995
- Orthaltica nuwaraeliyana Kimoto, 2003
- Orthaltica orientalis Konstantinov, 1995
- Orthaltica pahangi Konstantinov, 1995
- Orthaltica purba Basu & Sengupta, 1985
- Orthaltica rangoonensis Konstantinov, 1995
- Orthaltica visayanensis Konstantinov, 1995